# Arcidiocesi di Antinoe

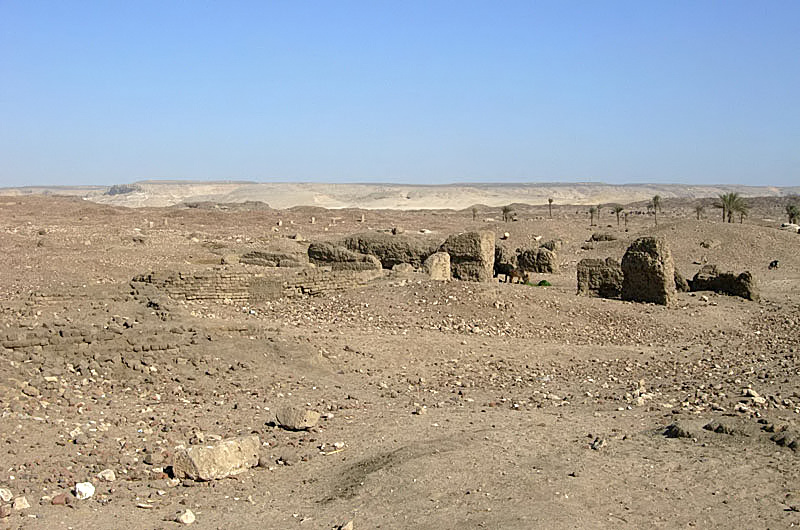
Resti archeologici di Sheykh Abade.

L'arcidiocesi di Antinoe (in latino Archidioecesis Antinoensis seu Antinoitana) è una sede soppressa e sede titolare della Chiesa cattolica.

## Storia
Antinoe (o Antinopoli), che occupa l'area dove è attualmente il villaggio di Sheykh Abade, nei pressi di Mallawi, fu una sede metropolitana della provincia romana della Tebaide Prima nella diocesi civile di Egitto e nel patriarcato di Alessandria.
L'alto numero di martiri segnalati ad Antinoe durante le persecuzioni di Diocleziano indica che nella città esisteva una numerosa comunità cristiana tra la fine del III secolo e gli inizi del IV secolo. Il martirologio romano ricorda diversi santi di Antinoe: i martiri Giuliano e Basilissa (6 gennaio), Ascla (20 gennaio), Apollonio e Filemone (8 marzo), Timoteo e Maura (3 maggio). I sinassari alessandrini ricordano inoltre il vescovo Abadio, che avrebbe subito il martirio all'inizio del IV secolo.
La diocesi, eretta nel IV secolo e originariamente suffraganea dell'arcidiocesi di Tolemaide, fu elevata al rango di sede metropolitana nel V secolo. Le Quien elenca otto sedi vescovili della provincia della Tebaide Prima, dipendenti da Antinoe: Ermopoli Maggiore, Cuse, Licopoli, Ipseli, Anteopoli, Panopoli, Oasi Maggiore, Apollonopoli Minore.
L'arcidiocesi scomparve con la conquista araba dell'Egitto. Tuttavia l'esistenza di due vescovi copti nell'VIII secolo (Menna) e nell'XI secolo (Isacco) indica che sopravvisse una comunità cristiana.
I musulmani ebbero una particolare venerazione per il vescovo Ammon, che chiamavano el-Adeb, ossia l'Educatore. Sembra che derivi da qui il nome del villaggio di Sheykh Abade.
Dal XVIII secolo Antinoe è annoverata tra le sedi arcivescovili titolari della Chiesa cattolica; la sede è vacante dal 23 dicembre 1999. Nelle fonti la sede è chiamata anche Antinopoli.

## Cronotassi

### Arcivescovi residenti
- Tiranno † (prima del 325 - prima del 347 deceduto)[3]
  - Lucio † (prima del 325 -dopo il 343) (vescovo meleziano)[4]
- Ammonio (o Ammoniano) † (prima del 335 - circa 347 deceduto)[5]
- Ario (Areion) † (circa 347 - ?)[6]
  - Macario ? † (menzionato nel 348 circa) (vescovo meleziano)[7]
- Atanasio † (IV-V secolo)
- Teodoro † (menzionato nel 450 circa)
- Procopio † (menzionato nel 553)
- Senuzio † (VI/VII secolo)[8]
- Vittore † (V-VII secolo)
  - Menna † (menzionato nel 751) (vescovo copto ortodosso)
  - Isacco † (XI secolo) (vescovo copto ortodosso)[9]

### Arcivescovi titolari
- Valerio Bellati † (5 settembre 1725 - 1741 deceduto)
- Florence MacCarthy † (6 marzo 1803 - 1810 deceduto)
- James Keating † (12 gennaio 1819 - 9 marzo 1819 succeduto vescovo di Ferns)
- Giacomo Coccia † (27 settembre 1819 - 4 giugno 1829 deceduto)
- John Baptist Scandella † (28 aprile 1857[10] - 27 agosto 1880 deceduto)
- Ignatius Mrak † (26 aprile 1881 - 2 gennaio 1901 deceduto)
- Antonio Sabatucci † (22 marzo 1892[11] - 31 dicembre 1920 deceduto)
- Angelo Paino † (10 gennaio 1921 - 10 febbraio 1923 nominato arcivescovo di Messina)
- Julio Ramón Riveiro y Jacinto, O.P. † (11 febbraio 1923 - 8 maggio 1931 deceduto)
- Adelrich (Alois von der heiligen Maria) Benziger, O.C.D. † (23 luglio 1931 - 17 agosto 1942 deceduto)
- Justin Daniel Simonds † (6 settembre 1942 - 6 novembre 1963 succeduto arcivescovo di Melbourne)
- Joseph Emmanuel Descuffi, C.M. † (4 novembre 1965 - 9 gennaio 1972 deceduto)
- Varkey Vithayathil, C.SS.R. † (19 aprile 1997 - 23 dicembre 1999 confermato arcivescovo maggiore di Ernakulam-Angamaly)